# 29e Critics Choice Awards
De uitreiking van de 29e Critics Choice Awards vond plaats op 14 januari 2024. Er werden prijzen uitgereikt in verschillende categorieën voor films en series uit het jaar 2023. De ceremonie werd gepresenteerd door Chelsea Handler. De nominaties voor televisie werden op 5 december 2023 bekendgemaakt, de nominaties voor film volgden op 13 december.

## Film - winnaars en genomineerden
De winnaars staan bovenaan in vet lettertype.

### Beste film
- Oppenheimer
  - American Fiction
  - Barbie
  - The Color Purple
  - The Holdovers
  - Killers of the Flower Moon
  - Maestro
  - Past Lives
  - Poor Things
  - Saltburn

### Beste mannelijke hoofdrol
- Paul Giamatti – The Holdovers
  - Bradley Cooper – Maestro
  - Leonardo DiCaprio – Killers of the Flower Moon
  - Colman Domingo – Rustin
  - Cillian Murphy – Oppenheimer
  - Jeffrey Wright – American Fiction

### Beste vrouwelijke hoofdrol
- Emma Stone – Poor Things
  - Lily Gladstone – Killers of the Flower Moon
  - Sandra Hüller – Anatomy of a Fall
  - Greta Lee – Past Lives
  - Carey Mulligan – Maestro
  - Margot Robbie – Barbie

### Beste mannelijke bijrol
- Robert Downey jr. – Oppenheimer
  - Sterling K. Brown – American Fiction
  - Robert De Niro – Killers of the Flower Moon
  - Ryan Gosling – Barbie
  - Charles Melton – May December
  - Mark Ruffalo – Poor Things

### Beste vrouwelijke bijrol
- Da'Vine Joy Randolph – The Holdovers
  - Emily Blunt – Oppenheimer
  - Danielle Brooks – The Color Purple
  - America Ferrera – Barbie
  - Jodie Foster – Nyad
  - Julianne Moore – May December

### Beste jonge acteur / actrice
- Dominic Sessa – The Holdovers
  - Abby Ryder Fortson – Are You There God? It's Me, Margaret.
  - Ariana Greenblatt – Barbie
  - Calah Lane – Wonka
  - Milo Machado Graner – Anatomy of a Fall
  - Madeleine Yuna Voyles – The Creator

### Beste acteerensemble
- Oppenheimer
  - Air
  - Barbie
  - The Color Purple
  - The Holdovers
  - Killers of the Flower Moon

### Beste regisseur
- Christopher Nolan – Oppenheimer
  - Bradley Cooper – Maestro
  - Greta Gerwig – Barbie
  - Yorgos Lanthimos – Poor Things
  - Alexander Payne – The Holdovers
  - Martin Scorsese – Killers of the Flower Moon

### Beste originele scenario
- Greta Gerwig en Noah Baumbach – Barbie
  - Samy Burch – May December
  - Alex Convery – Air
  - Bradley Cooper en Josh Singer – Maestro
  - David Hemingson – The Holdovers
  - Celine Song – Past Lives

### Beste bewerkte scenario
- Cord Jefferson – American Fiction
  - Kelly Fremon Craig – Are You There God? It's Me, Margaret.
  - Andrew Haigh – All of Us Strangers
  - Tony McNamara – Poor Things
  - Christopher Nolan – Oppenheimer
  - Eric Roth en Martin Scorsese – Killers of the Flower Moon

### Beste camerawerk
- Hoyte van Hoytema – Oppenheimer
  - Matthew Libatique – Maestro
  - Rodrigo Prieto – Barbie
  - Rodrigo Prieto – Killers of the Flower Moon
  - Robbie Ryan – Poor Things
  - Linus Sandgren – Saltburn

### Beste productieontwerp
- Sarah Greenwood en Katie Spencer – Barbie
  - Suzie Davies en Charlotte Dirickx – Saltburn
  - Ruth De Jong en Claire Kaufman – Oppenheimer
  - Jack Fisk en Adam Willis – Killers of the Flower Moon
  - James Price, Shona Heath en Szusza Mihalek – Poor Things
  - Adam Stockhausen en Kris Moran – Asteroid City

### Beste montage
- Jennifer Lame – Oppenheimer
  - William Goldenberg – Air
  - Nick Houy – Barbie
  - Yorgos Mavropsaridis – Poor Things
  - Thelma Schoonmaker – Killers of the Flower Moon
  - Michelle Tesoro – Maestro

### Beste kostuumontwerp
- Jacqueline Durran – Barbie
  - Lindy Hemming – Wonka
  - Francine Jamison-Tanchuck – The Color Purple
  - Holly Waddington – Poor Things
  - Jacqueline West – Killers of the Flower Moon
  - Janty Yates en David Crossman – Napoleon

### Beste grime en haarstijl
- Barbie
  - The Color Purple
  - Maestro
  - Oppenheimer
  - Poor Things
  - Priscilla

### Beste visuele effecten
- Oppenheimer
  - The Creator
  - Guardians of the Galaxy Vol. 3
  - Mission: Impossible – Dead Reckoning Part One
  - Poor Things
  - Spider-Man: Across the Spider-Verse

### Beste komedie
- Barbie
  - American Fiction
  - Bottoms
  - The Holdovers
  - No Hard Feelings
  - Poor Things

### Beste animatiefilm
- Spider-Man: Across the Spider-Verse
  - The Boy and the Heron
  - Elemental
  - Nimona
  - Teenage Mutant Ninja Turtles: Mutant Mayhem
  - Wish

### Beste niet-Engelstalige film
- Anatomy of a Fall
  - Godzilla Minus One
  - Perfect Days
  - Society of the Snow
  - The Taste of Things
  - The Zone of Interest

### Beste nummer
- "I'm Just Ken" – Barbie
  - "Dance the Night" – Barbie
  - "Peaches" – The Super Mario Bros. Movie
  - "Road to Freedom" – Rustin
  - "This Wish" – Wish
  - "What Was I Made For?" – Barbie

### Beste filmmuziek
- Ludwig Göransson – Oppenheimer
  - Jerskin Fendrix – Poor Things
  - Michael Giacchino – Society of the Snow
  - Daniel Pemberton – Spider-Man: Across the Spider-Verse
  - Robbie Robertson – Killers of the Flower Moon
  - Mark Ronson en Andrew Wyatt – Barbie

### Films met meerdere nominaties
De volgende films ontvingen meerdere nominaties:
| Nominaties | Film                                  | Awards |
| ---------- | ------------------------------------- | ------ |
| 18         | Barbie                                | 6      |
| 13         | Oppenheimer                           | 8      |
| 13         | Poor Things                           | 1      |
| 12         | Killers of the Flower Moon            |        |
| 8          | The Holdovers                         | 3      |
| 8          | Maestro                               |        |
| 5          | American Fiction                      | 1      |
| 5          | The Color Purple                      |        |
| 3          | Air                                   |        |
| 3          | Anatomy of a Fall                     | 1      |
| 3          | May December                          |        |
| 3          | Past Lives                            |        |
| 3          | Saltburn                              |        |
| 3          | Spider-Man: Across the Spider-Verse   | 1      |
| 2          | Are You There God? It's Me, Margaret. |        |
| 2          | The Creator                           |        |
| 2          | Rustin                                |        |
| 2          | Society of the Snow                   |        |
| 2          | Wish                                  |        |
| 2          | Wonka                                 |        |

## Televisie - winnaars en genomineerden
De winnaars staan bovenaan in vet lettertype.

### Beste dramaserie
- Succession
  - The Crown
  - The Diplomat
  - The Last of Us
  - Loki
  - The Morning Show
  - Star Trek: Strange New Worlds
  - Winning Time: The Rise of the Lakers Dynasty

### Beste mannelijke hoofdrol in een dramaserie
- Kieran Culkin – Succession
  - Tom Hiddleston – Loki
  - Timothy Olyphant – Justified: City Primeval
  - Pedro Pascal – The Last of Us
  - Ramón Rodríguez – Will Trent
  - Jeremy Strong – Succession

### Beste vrouwelijke hoofdrol in een dramaserie
- Sarah Snook – Succession
  - Jennifer Aniston – The Morning Show
  - Aunjanue Ellis – Justified: City Primeval
  - Bella Ramsey – The Last of Us
  - Keri Russell – The Diplomat
  - Reese Witherspoon – The Morning Show

### Beste mannelijke bijrol in een dramaserie
- Billy Crudup – The Morning Show
  - Khalid Abdalla – The Crown
  - Ron Cephas Jones – Truth Be Told
  - Matthew Macfadyen – Succession
  - Ke Huy Quan – Loki
  - Rufus Sewell – The Diplomat

### Beste vrouwelijke bijrol in een dramaserie
- Elizabeth Debicki – The Crown
  - Nicole Beharie – The Morning Show
  - Sophia Di Martino – Loki
  - Celia Rose Gooding – Star Trek: Strange New Worlds
  - Karen Pittman – The Morning Show
  - Christina Ricci – Yellowjackets

### Beste komedieserie
- The Bear
  - Abbott Elementary
  - Barry
  - The Marvelous Mrs. Maisel
  - Poker Face
  - Reservation Dogs
  - Shrinking
  - What We Do in the Shadows

### Beste mannelijke hoofdrol in een komedieserie
- Jeremy Allen White – The Bear
  - Bill Hader – Barry
  - Steve Martin – Only Murders in the Building
  - Kayvan Novak – What We Do in the Shadows
  - Drew Tarver – The Other Two
  - D'Pharaoh Woon-A-Tai – Reservation Dogs

### Beste vrouwelijke hoofdrol in een komedieserie
- Ayo Edebiri – The Bear
  - Rachel Brosnahan – The Marvelous Mrs. Maisel
  - Quinta Brunson – Abbott Elementary
  - Bridget Everett – Somebody Somewhere
  - Devery Jacobs – Reservation Dogs
  - Natasha Lyonne – Poker Face

### Beste mannelijke bijrol in een komedieserie
- Ebon Moss-Bachrach – The Bear
  - Phil Dunster – Ted Lasso
  - Harrison Ford – Shrinking
  - Harvey Guillén – What We Do in the Shadows
  - James Marsden – Jury Duty
  - Henry Winkler – Barry

### Beste vrouwelijke bijrol in een komedieserie
- Meryl Streep – Only Murders in the Building
  - Paulina Alexis – Reservation Dogs
  - Alex Borstein – The Marvelous Mrs. Maisel
  - Janelle James – Abbott Elementary
  - Sheryl Lee Ralph – Abbott Elementary
  - Jessica Williams – Shrinking

### Beste miniserie
- Beef
  - Daisy Jones & the Six
  - Fargo
  - Fellow Travelers
  - Lessons in Chemistry
  - Love & Death
  - A Murder at the End of the World
  - A Small Light

### Beste televisiefilm
- Quiz Lady
  - The Caine Mutiny Court-Martial
  - Finestkind
  - Mr. Monk's Last Case: A Monk Movie
  - No One Will Save You
  - Reality

### Beste mannelijke hoofdrol in een miniserie of televisiefilm
- Steven Yeun – Beef
  - Matt Bomer – Fellow Travelers
  - Tom Holland – The Crowded Room
  - David Oyelowo – Lawmen: Bass Reeves
  - Tony Shalhoub – Mr. Monk's Last Case: A Monk Movie
  - Kiefer Sutherland – The Caine Mutiny Court-Martial

### Beste vrouwelijke hoofdrol in een miniserie of televisiefilm
- Ali Wong – Beef
  - Kaitlyn Dever – No One Will Save You
  - Brie Larson – Lessons in Chemistry
  - Bel Powley – A Small Light
  - Sydney Sweeney – Reality
  - Juno Temple – Fargo

### Beste mannelijke bijrol in een miniserie of televisiefilm
- Jonathan Bailey – Fellow Travelers
  - Taylor Kitsch – Painkiller
  - Jesse Plemons – Love & Death
  - Lewis Pullman – Lessons in Chemistry
  - Liev Schreiber – A Small Light
  - Justin Theroux – White House Plumbers

### Beste vrouwelijke bijrol in een miniserie of televisiefilm
- Maria Bello – Beef
  - Billie Boullet – A Small Light
  - Willa Fitzgerald – The Fall of the House of Usher
  - Aja Naomi King – Lessons in Chemistry
  - Mary McDonnell – The Fall of the House of Usher
  - Camila Morrone – Daisy Jones & the Six

### Beste niet-Engelstalige serie
- Lupin
  - Bargain
  - The Glory
  - The Good Mothers
  - The Interpreter of Silence
  - Mask Girl
  - Moving

### Beste animatieserie
- Scott Pilgrim Takes Off
  - Bluey
  - Bob's Burgers
  - Harley Quinn
  - Star Trek: Lower Decks
  - Young Love

### Beste talkshow
- Last Week Tonight with John Oliver
  - The Graham Norton Show
  - Jimmy Kimmel Live!
  - The Kelly Clarkson Show
  - Late Night with Seth Meyers
  - The Late Show with Stephen Colbert

### Beste comedy special
- John Mulaney: Baby J
  - Mike Birbiglia: The Old Man and the Pool
  - Alex Borstein: Corsets & Clown Suits
  - John Early: Now More Than Ever
  - Trevor Noah: Where Was I
  - Wanda Sykes – I'm an Entertainer

### Series met meerdere nominaties
De volgende series ontvingen meerdere nominaties:
| Nominaties | Serie                              | Awards |
| ---------- | ---------------------------------- | ------ |
| 6          | The Morning Show                   | 1      |
| 5          | Succession                         | 3      |
| 4          | Abbott Elementary                  |        |
| 4          | The Bear                           | 4      |
| 4          | Beef                               | 4      |
| 4          | Lessons in Chemistry               |        |
| 4          | Loki                               |        |
| 4          | Reservation Dogs                   |        |
| 4          | A Small Light                      |        |
| 3          | Barry                              |        |
| 3          | The Crown                          | 1      |
| 3          | The Diplomat                       |        |
| 3          | Fellow Travelers                   | 1      |
| 3          | The Last of Us                     |        |
| 3          | The Marvelous Mrs. Maisel          |        |
| 3          | Shrinking                          |        |
| 3          | What We Do in the Shadows          |        |
| 2          | The Caine Mutiny Court-Martial     |        |
| 2          | Daisy Jones & the Six              |        |
| 2          | The Fall of the House of Usher     |        |
| 2          | Fargo                              |        |
| 2          | Justified: City Primeval           |        |
| 2          | Love & Death                       |        |
| 2          | Mr. Monk's Last Case: A Monk Movie |        |
| 2          | No One Will Save You               |        |
| 2          | Only Murders in the Building       | 1      |
| 2          | Poker Face                         |        |
| 2          | Reality                            |        |
| 2          | Star Trek: Strange New Worlds      |        |

## SeeHer Award
- America Ferrera[5]

## Career Achievement Award
- Harrison Ford[6]